# Germigny (Marne)
Germigny é uma comuna francesa na região administrativa do Grande Leste, no departamento de Marne. Estende-se por uma área de 2.39 km², e possui 178 habitantes, segundo o censo de 2018, com uma densidade de 74 hab/km².